# آراپایما
آراپایما (Arapaima) که پیراروکو و پایکه نیز نامیده می‌شوند از ماهیان آب شیرین در مناطق گرمسیری آمریکای جنوبی هستند.
آراپایما یکی از بزرگ‌ترین ماهیان آب شیرین در جهان است.این ماهی در خطر انقراض میباشد.
این ماهیان می‌توانند تا درازای بیش از ۲ متر رشد کنند.
گوشت آراپایماها در بازارهای آمریکای جنوبی از محبوبیت زیادی برخوردار است.
غذای آراپایماها از ماهی، سخت‌پوستان و دیگر جانوران کوچک تشکیل شده‌است.
این ماهی از هوا تنفس می‌کند. آراپایما برای تنفس از کیسه هوایی خود استفاده می‌کند. این کیسه‌ها در دهان آن‌ها باز می‌شود. این گونه تنفس برای زنده ماندن در آب‌های کم‌اکسیژن رود آمازون لازم است.
شکارگران آراپایما منتظر می‌شوند تا این ماهیان برای تنفس به سطح آب بیایند تا با نیزه به آن‌ها حمله کنند. سپس با ضربات چوب آن‌ها را می‌کشند.
از هر ماهی آراپایما می‌توان تا ۷۰ کیلوگرم گوشت به‌دست آورد.
در آمریکای جنوبی بر این باورند که زبان این ماهی خاصیت‌های طبی دارد.
بومیان این زبان را با ساقه درخت گوآرانا خشک کرده و می‌کوبند و پس از سایش با آب می‌آمیزند. آن‌ها از این معجون برای کشتن کرم روده بهره می‌گیرند.

## زادآوری
به خاطر نوع زیستگاه این ماهی، چرخه زیستی آراپایما بسیار به سیلاب‌های فصلی منطقه وابسته است. آراپایماها تخم‌های خود را در ماه‌های فوریه، مارس و آوریل یعنی زمانی که سطح آب پایین است می‌گذارند. آن‌ها لانههایی با پهنای تقریباً ۵۰ سامتی‌متر و ژرفای ۱۵ سانتی‌متر در لابلای گل‌های کف رودها می‌سازند.
با بالا آمدن آب در ماه‌های مه و اوت، نوزادان نیز از تخم درمی‌آیند.
گفته می‌شود که آراپایماهای نر دهان‌پرور هستند یعنی بچه‌های خود را تا دوران بلوغ در دهان خود نگهداری می‌کنند.
آراپایمای ماده، با چرخ زدن به‌دور نر و مبارزه با طعمه‌خواران، از بچه خود حفاظت می‌کند.

## نگارخانه

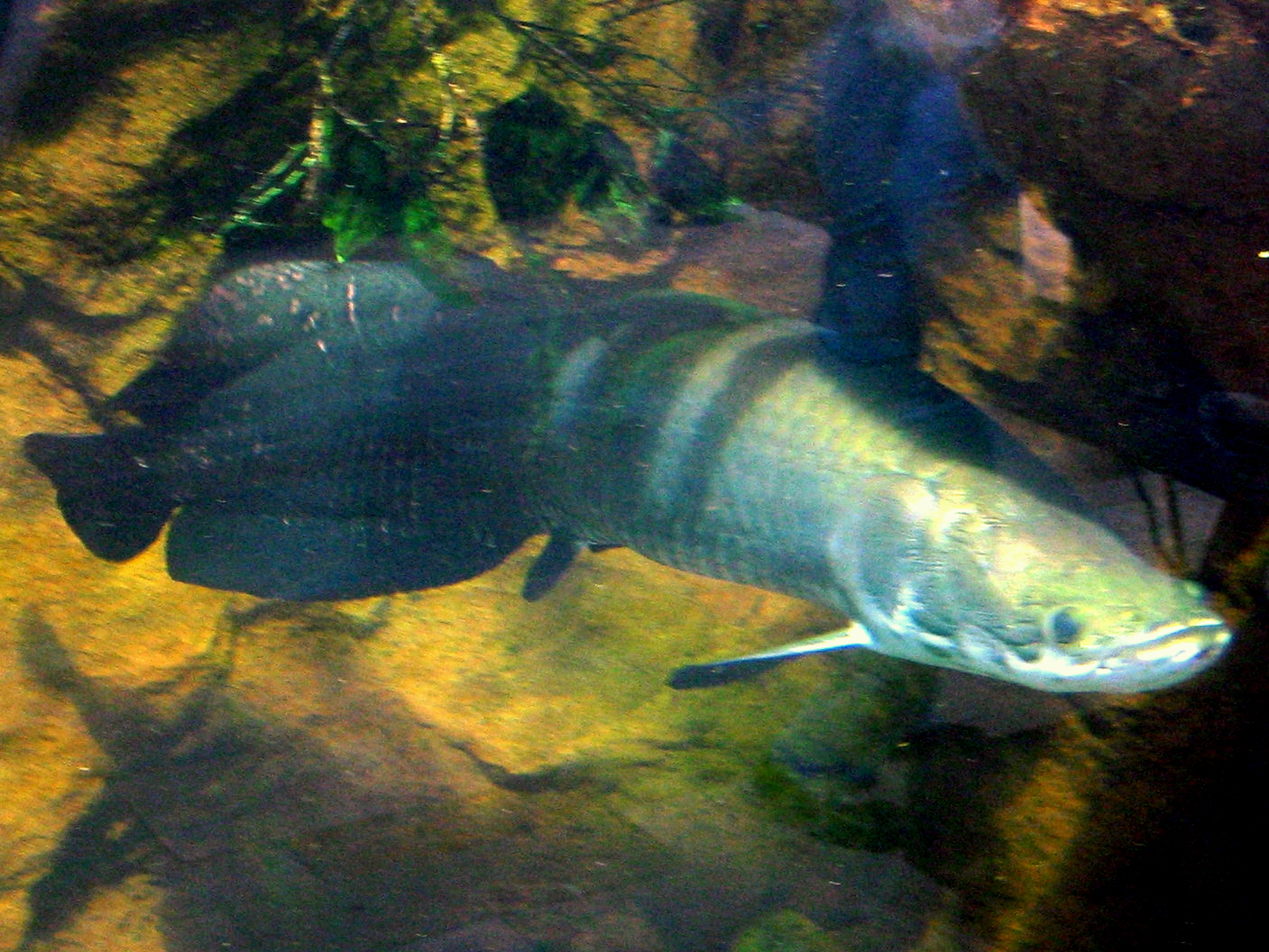
آراپایما در آکواریوم شد
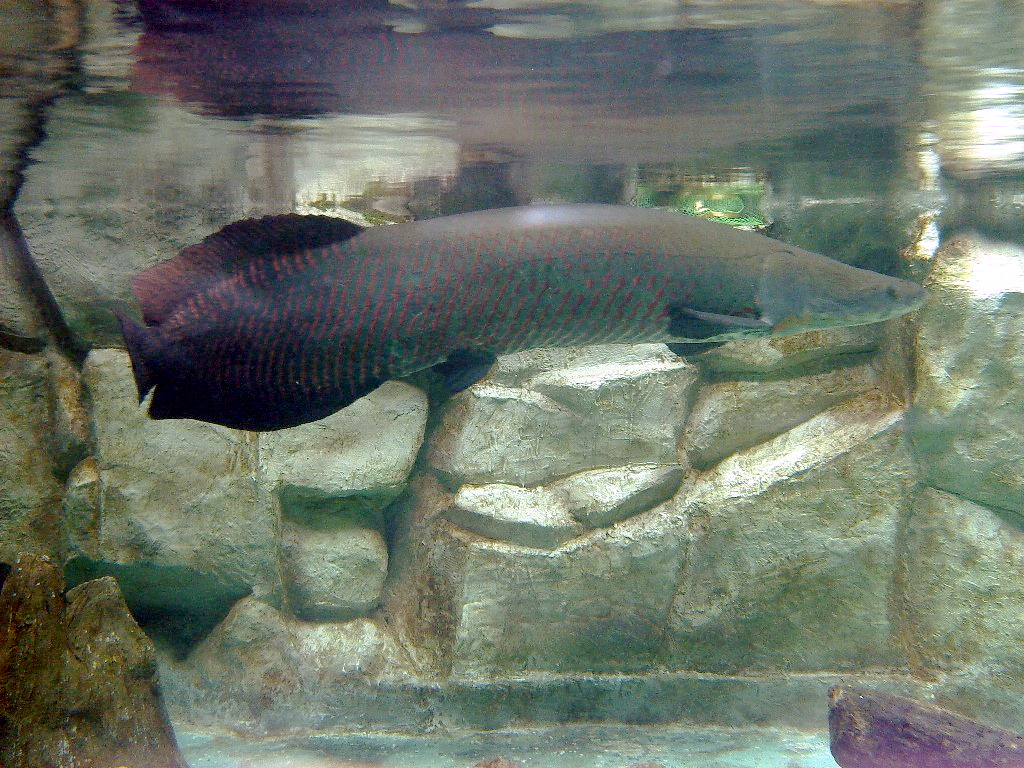
آراپایما در پارک اقیانوسی مانیل
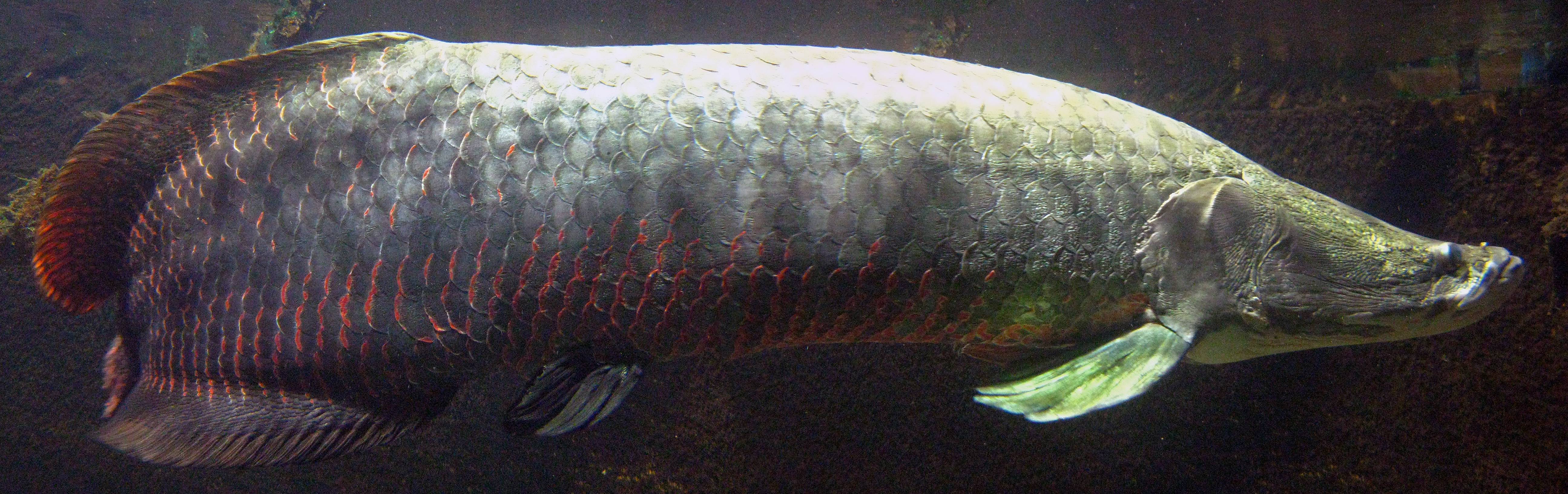
آراپایما در باغ جانورشناسی کلن
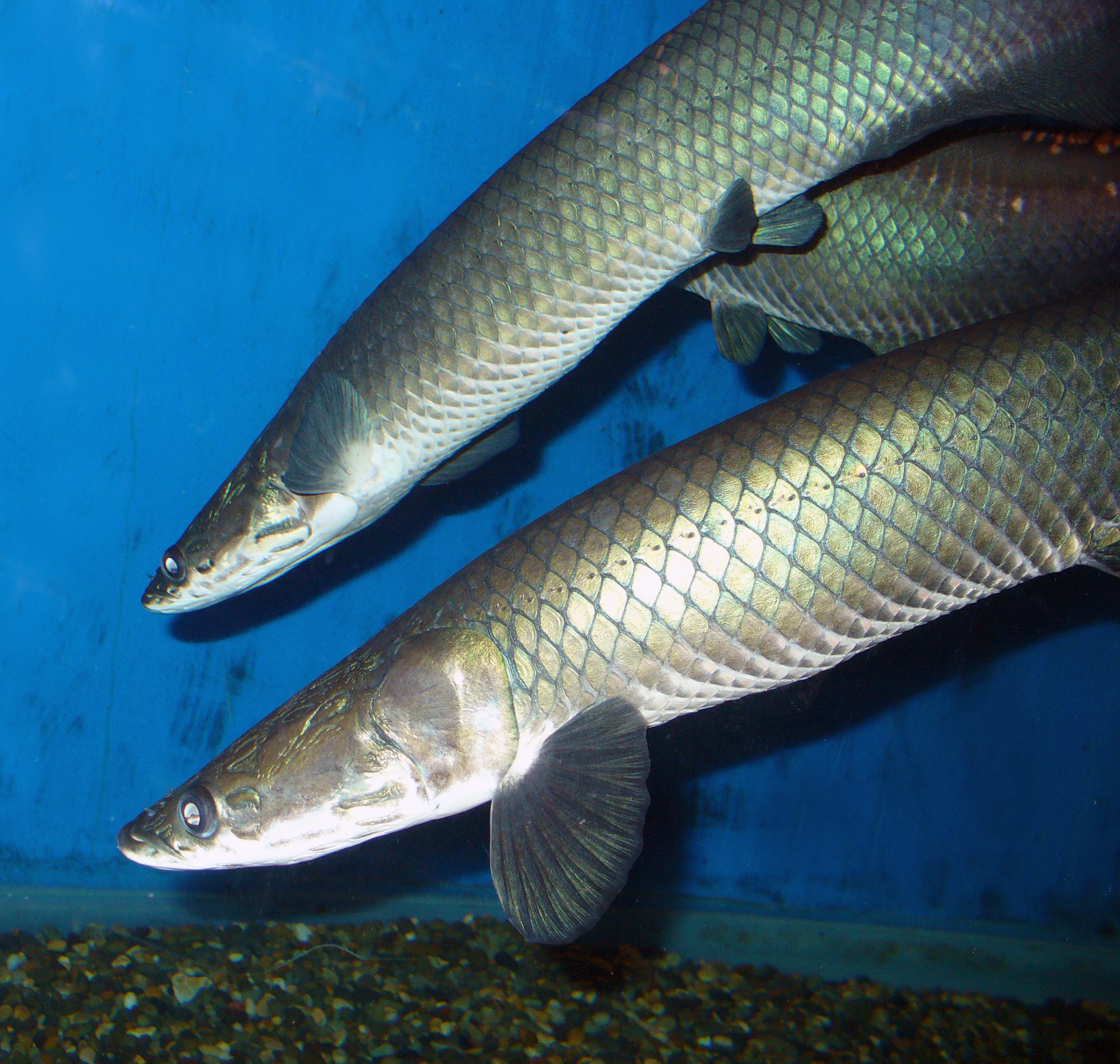
آراپایما در باغ وحش سواستوپول